# Krížová Ves
Krížová Ves (Hongaars: Keresztfalu, Duits: Kreuz) is een Slowaakse gemeente in de regio Prešov, en maakt deel uit van het district Kežmarok.
Krížová Ves telt 1.996 inwoners.